# 트랜스픽션
트랜스픽션(영어: Trans Fixion)은 대한민국의 5인조 록 밴드이다.
음악으로 “관통하겠다, 꼼짝 못하게 하겠다”라는 의미의 트랜스 픽션은 2000년 11월, 동갑내기 친구들로 결성되어 2002년 9월, 1집을 발표하며 공식적인 활동을 시작했다. 1집 타이틀곡 '내게 돌아와'로 공중파 방송에 출연하며 알려졌으며 2006년, 붉은악마 응원가였던 '승리의 함성'을 부르며 유명세를 이어갔다. 트랜스픽션은 록의 근본적인 애티튜드를 간직한 채 적당히 조였다 풀어주는 적절한 대중적 스킬을 지닌 밴드로 평가받고 있으며 힙합, 펑크 록, 얼터너티브 록 등 다양한 장르들이 어우러져 마치 액션영화와 같은 트랜스픽션만의 독특한 한국적 록 사운드를 구사하고 있다. 구성원은 해랑 (보컬), 전호진 (기타), 손동욱 (베이스 기타), 오천기 (드럼), 서지민 (키보드)이다.

## 구성원
- 해랑 (본명: 최희준, 1976년 8월 23일) - 보컬
- 전호진 (1977년 2월 8일) - 기타
- 손동욱 (1977년 1월 28일) - 베이스
- 오천기 (1976년 1월 11일) - 드럼

### 객원멤버
- 데빈 (1977년 11월 26일) - 전기 기타 (2012년 ~ )
- 아더 - 기타(2013년 ~ 2016 )
- 서지민 - 건반(2016 ~ 현재 )

## 음반

### 앨범
- Trans Fixion (2002년, 락레코드)
- Hard And Heavy (2006년, 도레미미디어)
- Revolution (2008년, 도레미미디어)
- Never Say Goodbye(2010년)
- No. 4(2011년)
- Rock Star(2013년)
- Tonight(2013년)

### 싱글
- My Jina (2006년)
- Get Show (2007년)
- one (2010년)
- Rock Star (2013년)
- Tonight (2013년)
- 고교처세왕 OST Part 1 (2014년)
- 4 Carol (캐롤을 위하여) (2014년)
- Aloha (2016년)
- 트레몰로(2021년)

## 주요 활동
- 2000년 : 트랜스픽션 결성
- 2001년 : 컴필레이션 앨범 하드코어2001 참여
- 2002년 : 9월 트랜스픽션 1집 타이틀 곡 내게 돌아와 로 데뷔
- 2002년 : 12월 m.net , kmtv 뮤직비디오 페스티발 인디부분 최우수상 수상
- 2003년 : 3월 영화 지구를 지켜라 O.S.T Over The Rainbow 로 참여
- 2006년 : 4월 트랜스픽션 2집 타이틀 곡 Time To Say Goodbye 발매
- 2006년 : 5월 붉은악마 응원가 2집 승리를 위하여 로 참여
- 2006년 : 10월 트랜스픽션 싱글 My Gina 발매
- 2007년 : 4월 김종서 20주년 기념앨범 20th Anniversary Greatest Hits 지금은 알 수 없어 리메이크 참여
- 2007년 : 5월 트랜스픽션 2nd 싱글 Get Show 발매
- 2007년 : 9월 영화 즐거운 인생 에 출연 및 테마송 터질거야 로 참여
- 2008년 : 6월 트랜스픽션 3집 REVOLUTION 발매, 타이틀곡 Radio 활동
- 2009년 : 1월 후속곡 고백 활동
- 2010년 : 4월 붉은악마 응원가 메인 타이틀 송 The Shouts Of Reds 참여
- 2010년 : 4월 디지털 싱글 One 발매
- 2010년 : 5월 월드컵 응원가 승리의 함성 발표
- 2010년 : 9월 3.5집 Never Say Goodbye 발매
- 2010년 : 12월 제3회 2010 홍대앞 문화예술상 대한민국 라이브 뮤직 페스티벌상 수상
- 2011년 : 5월 트랜스픽션 4집 NO.4 발매
- 2013년 : 1월 트랜스픽션 싱글 Rock Star 발매
- 2013년 : 11월 트랜스픽션 싱글 Tonight 발매
- 2014년 : 6월 고교처세왕 OST Part 1 발매
- 2014년 : 4 Carol (캐롤을 위하여) 발매
- 2016년 : Aloha 발매
- 2021년 : 트레몰로 발매